# Земський приказ
Земськи́й прика́з (земський двір) — центральний державний заклад у Московії у 1564–1699, завідуюче управлінням Москви, стягненням податків, судами карних та цивільних справ.